# Guglielmo II di Villehardouin
Guglielmo II di Villehardouin (Calamata, 1211 circa – Calamata, 1º maggio 1278) fu l'ultimo Principe di Acaia della famiglia dei Villehardouin.
Secondo figlio di Goffredo I di Villehardouin, succedette nel 1246 al fratello Goffredo II di Villehardouin.

## Biografia
Persona colta, era amante della letteratura ma anche dei tornei. Parlava correntemente sia il francese che il greco ed era conosciuto come trovatore.
Nel 1236 aveva aiutato l'Impero Latino contro i bizantini dell'Impero di Nicea e gli era stata conferita la sovranità feudale sul Ducato veneziano dell'Arcipelago.
Nel 1239 sposò la figlia di Narjot III de Toucy, un alto dignitario dell'Impero Latino di Costantinopoli, e della di lui prima moglie, figlia di Anna di Bisanzio e dell'ultimo suo marito, Teodoro Brana. Dopo la morte di questa, sposò Carintana dalle Carceri, una nobildonna veneziana.
Sotto il suo governo il principato raggiunse l'apice della sua potenza ma iniziò già con lui declinare; costruì la fortezza di Mistra come capitale del principato.
Nel 1248 inviò 400 cavalieri e 28 navi alla Settima crociata, organizzata da Luigi IX di Francia, che fra l'altro, gli concesse di battere moneta con un conio simile a quello delle monete francesi (tornesi).
Nel 1249 conquistò Monemvasia. Nel 1251 Guglielmo fece costruire la fortezza di Maina (detta anche Megali Maina o Grand Magne) nella penisola pelopponesiaca di Mani. La morte della seconda moglie Carintana determinò una serie di conflitti per la signoria sull'Eubea, che ebbero luogo fra il 1255 ed il 1258, concludendosi con successo per Guglielmo con la battaglia di Karidy (1258), nella quale Guglielmo sconfisse il Duca di Atene, Guido I de la Roche.
Nel 1259 sposò la figlia del suo alleato, il despota d'Epiro Michele II Dukas, Anna Comnena Ducaina ma fu sconfitto duramente dai bizantini a Pelagonia nel 1259, causa la defezione dei suoi alleati epiroti. Catturato e fatto prigioniero, rimase in cattività fino al 1262, allorché dovette consegnare al ricostituito Impero bizantino le fortezze di Mistra, Monemvasia e di Maina.
Per garantirsi contro ulteriori attacchi bizantini, si offrì come vassallo a Carlo I di Napoli, con il Trattato di Viterbo (1267). Guglielmo partecipò, come vassallo di Carlo, alla Battaglia di Tagliacozzo (1268) contro Corradino di Svevia. Il 28 maggio 1271 la figlia maggiore di Guglielmo, Isabella, andava sposa al figlio di Carlo I d'Angiò, Filippo.
Guglielmo ebbe solo due figlie, entrambe dalla seconda moglie Anna Comnena, Isabella (1263 –1312) e Margherita.
Alla morte di Guglielmo, essendogli premorto il genero Filippo d'Angiò, il principato passò direttamente al re di Sicilia, Carlo I di Angiò.

## Ascendenza
|                               |   |                 | Genitori |  |  | Nonni                     |  |  | Bisnonni                  |  |
|                               |   |                 |          |  |  | Giovanni di Villehardouin |  |  | Goffredo di Villehardouin |  |
|                               |   |                 |          |  |  | Giovanni di Villehardouin |  |  | Goffredo di Villehardouin |  |
|                               |   | …               |          |  |  | Giovanni di Villehardouin |  |  |                           |  |
| Goffredo I di Villehardouin   |   |                 |          |  |  | Giovanni di Villehardouin |  |  |                           |  |
|                               |   | Céline di Briel | …        |  |  |                           |  |  |                           |  |
|                               |   | Céline di Briel | …        |  |  |                           |  |  |                           |  |
|                               |   | Céline di Briel | …        |  |  |                           |  |  |                           |  |
| Guglielmo II di Villehardouin |   | Céline di Briel |          |  |  |                           |  |  |                           |  |
|                               | … | …               |          |  |  |                           |  |  |                           |  |
|                               | … | …               |          |  |  |                           |  |  |                           |  |
|                               | … | …               |          |  |  |                           |  |  |                           |  |
| Elisabetta                    | … |                 |          |  |  |                           |  |  |                           |  |
|                               |   | …               | …        |  |  |                           |  |  |                           |  |
|                               |   | …               | …        |  |  |                           |  |  |                           |  |
|                               |   | …               | …        |  |  |                           |  |  |                           |  |
|                               |   | …               |          |  |  |                           |  |  |                           |  |